# Het Scheepvaartmuseum

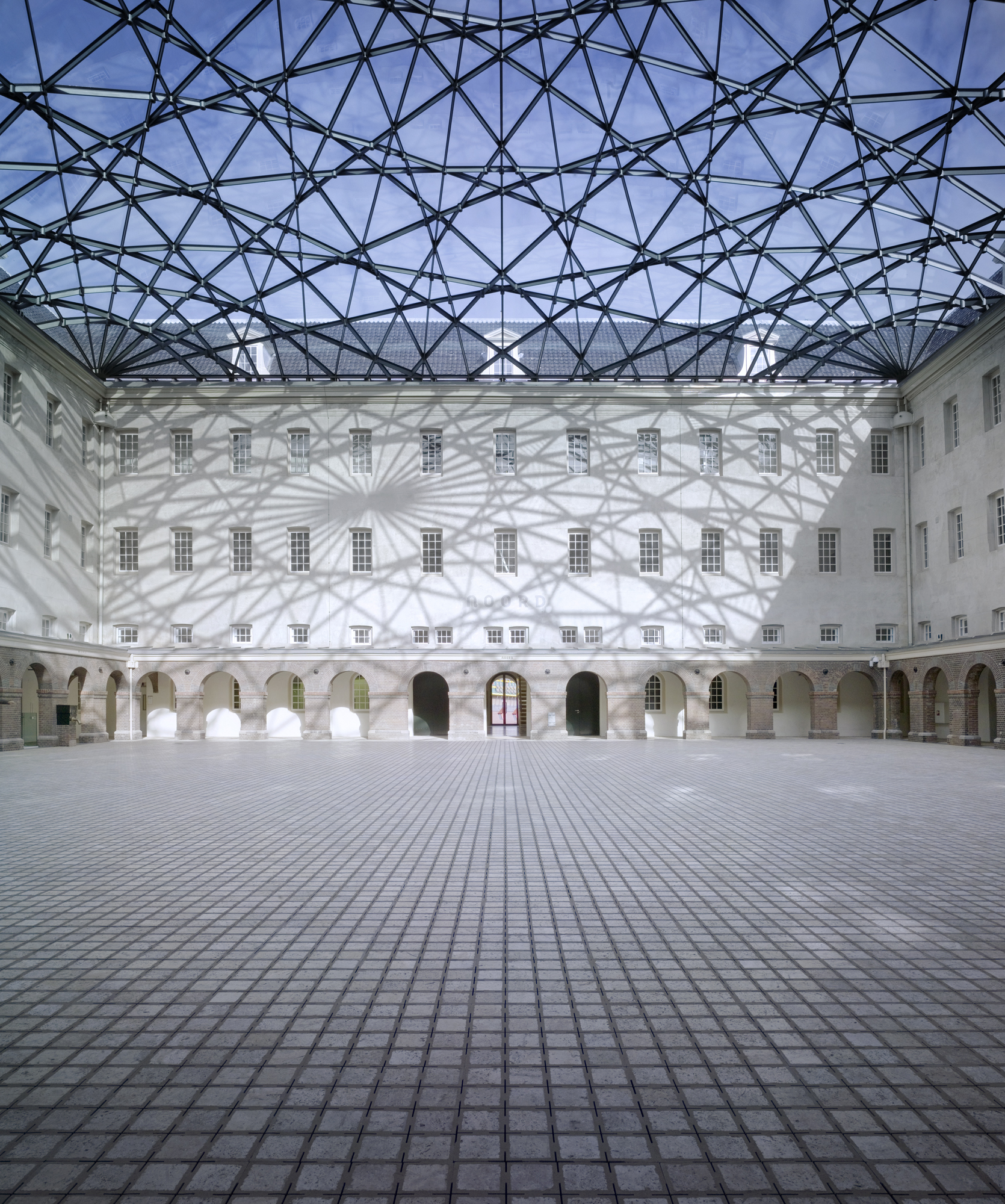
De sinds 2011 overdekte binnenplaats

Het Scheepvaartmuseum (voorheen Nederlands Scheepvaartmuseum Amsterdam) is een Nederlands museum aan het Kattenburgerplein 1 in Amsterdam over de scheepvaart en de maritieme geschiedenis. Het is gevestigd in het gebouw van het voormalige 's Lands Zeemagazijn en bevat de op een na grootste maritieme collectie ter wereld. Het is gespecialiseerd in de maritieme geschiedenis van Nederland.

## Geschiedenis
De Vereeniging Nederlandsch Historisch Scheepvaart Museum is op 10 mei 1916 opgericht en is eigenares van een van de meest vooraanstaande maritieme collecties ter wereld, een rechtstreeks gevolg van het succes van de Eerste Nederlandse Tentoonstelling op Scheepvaartgebied in 1913. De ongeveer 300.000 objecten zijn afkomstig van rederijen, verzamelaars en liefhebbers uit de maritieme en marinewereld.
Koningin Wilhelmina opende het museum op 22 november 1922 in een als tijdelijke locatie bedoeld gebouw op de hoek Cornelis Schuytstraat / De Lairessestraat in Amsterdam-Zuid, later tot 2018 veilinghuis Christie's. De oorspronkelijke functie is nog te zien aan de golfmotieven in de bakstenen gevel van architect Lacroix.
Sinds 1973 is het museum gevestigd in 's Lands Zeemagazijn aan het Oosterdok bij het IJ in Amsterdam. Kroonprinses Beatrix heropende het museum in april van dat jaar op de nieuwe locatie.
Tijdens een grote renovatie tussen 2007 en 2011 was het museum voor het publiek gesloten. In die periode is onder andere de binnenplaats overdekt met een glazen overkapping. Het ontwerp van het renovatieplan is van de architect Liesbeth van der Pol. Het depot van het museum uit 2001, het Behouden Huis, op het naastgelegen Marine Etablissement Amsterdam is eveneens door haar ontworpen. Na de ingrijpende verbouwing is het museum sinds oktober 2011 weer open. Ook de replica van de Oost-Indiëvaarder Amsterdam ligt sindsdien weer aan de steiger bij Het Scheepvaartmuseum.
Tijdens een aantal edities van het Amsterdam Light Festival werden er verschillende projecties vertoond op de wand van het Scheepvaartmuseum.

## Het Zeemagazijn
Het monumentale gebouw dateert uit 1656 en werd ontworpen door Daniël Stalpaert als pakhuis van de Admiraliteit van Amsterdam. In het pakhuis werden kanonnen, zeilen, vlaggen en scheepsuitrusting voor de oorlogsvloot opgeslagen. In de tongewelven onder de binnenplaats werd zo'n 40.000 liter regenwater opgevangen voor de drinkwatervoorziening van de schepen. Het Zeemagazijn was gebouwd op 2.300 palen, maar desondanks ging het gebouw verzakken. Steunberen en extra risalieten moesten verdere verzakking of zelfs instorting voorkomen. In 1791 brandde het gebouw af, op de stenen muren na. De zwartgeblakerde bakstenen gevels verdwenen onder een pleisterlaag die blokken zandsteen moesten voorstellen. In 1795 viel Napoleon Bonaparte het land binnen en werd de Bataafse Republiek gesticht. De vijf Admiraliteiten werden opgeheven en vervangen door een nationale marine. Het Zeemagazijn werd een pakhuis voor de marine. Dit bleef zo tot begin jaren zeventig van de 20e eeuw.

## De collectie
De collectie bevat onder andere schilderijen, scheepsmodellen, wapens en wereldkaarten. De schilderijen tonen onder andere Nederlandse zeeofficieren, zoals Michiel de Ruyter en indrukwekkende historische zeeslagen. De collectie kaarten bevat exemplaren van Willem en Joan Blaeu.

## De schepen

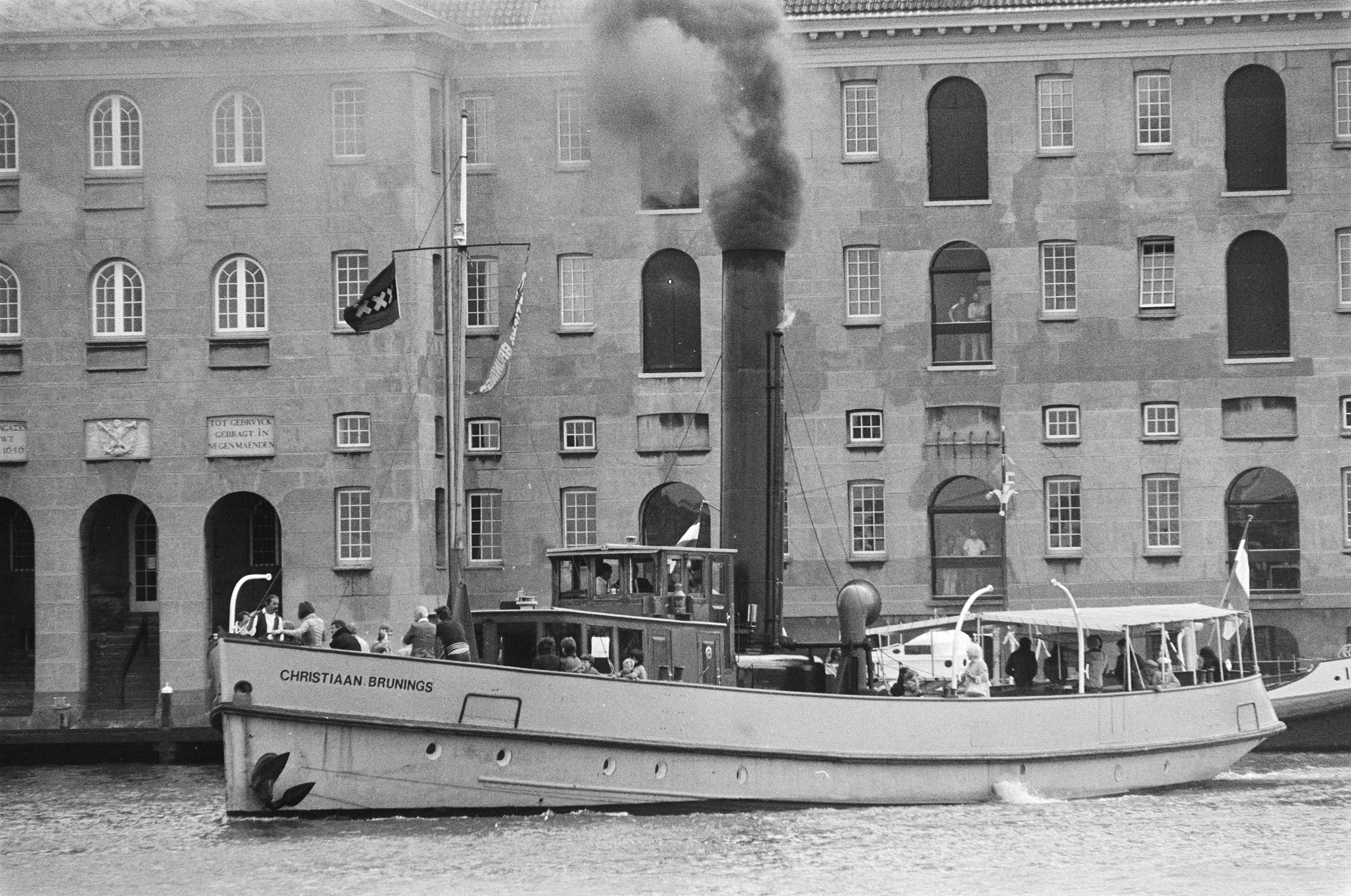
Stoomschip Christiaan Brunings; 5 juni 1981.

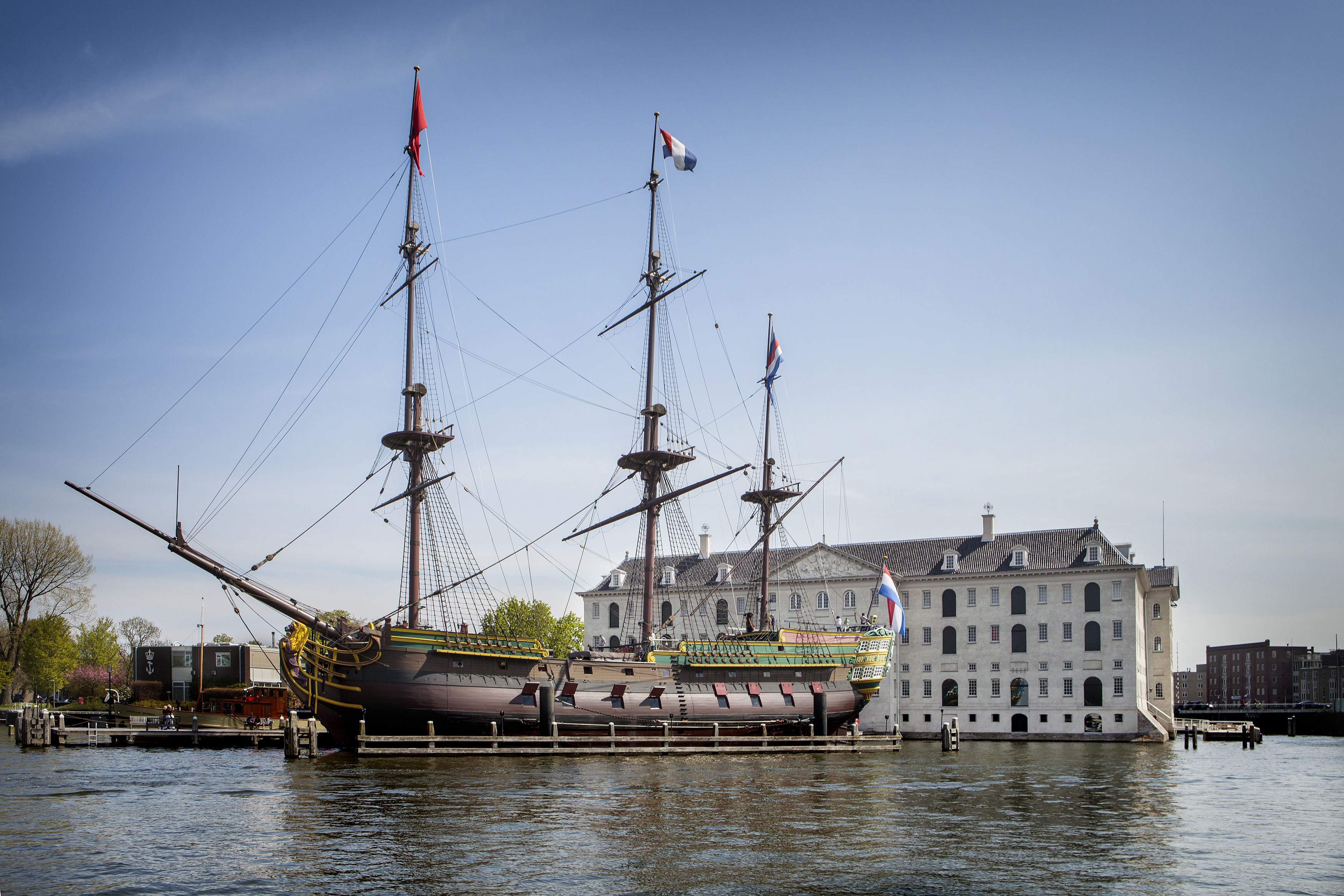
VOC-schip Amsterdam; 2013.

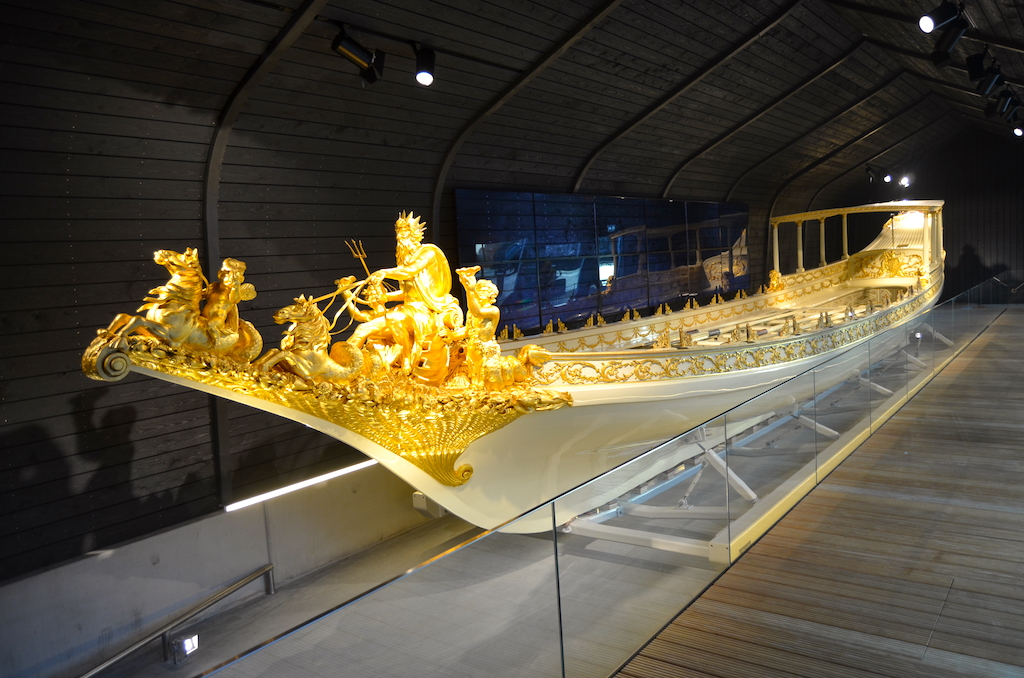
De koningssloep na renovatie in 2015 in zijn nieuwe behuizing bij het Scheepvaartmuseum.

Aan de steiger bij het museum liggen twee schepen afgemeerd: het authentieke stoomschip Christiaan Brunings (in 1900 gebouwd als ijsbreker en directieschip van Rijkswaterstaat) en een replica uit 1990 van het VOC-schip Amsterdam. In 1985 werd begonnen met de bouw van het VOC-schip op basis van recente opgravingen bij het wrak van het originele schip dat dateert uit 1749. De replica is een onderdeel van het museum, met onder andere enkele ingerichte ruimtes om zo een beeld te geven van het werk en leven op het schip.
Tot de renovatie in 2007 was in Het Scheepvaartmuseum ook de koningssloep te zien. Dit is een galei uit 1816 waarmee de Nederlandse koninklijke familie zich bij bijzondere gelegenheden liet vervoeren. De toenmalige koningin Juliana der Nederlanden en prins Bernhard van Lippe-Biesterfeld hebben het schip nog gebruikt bij hun zilveren huwelijk in 1962. Na een afwezigheid van acht jaar is de koningssloep sinds 15 oktober 2015 weer te zien in een speciaal gebouwd schiphuis aan de steiger van Het Scheepvaartmuseum.

## Onderscheidingen
- 2022 - Winnaar VriendenLoterij Museumprijs[1]

## Fotogalerij

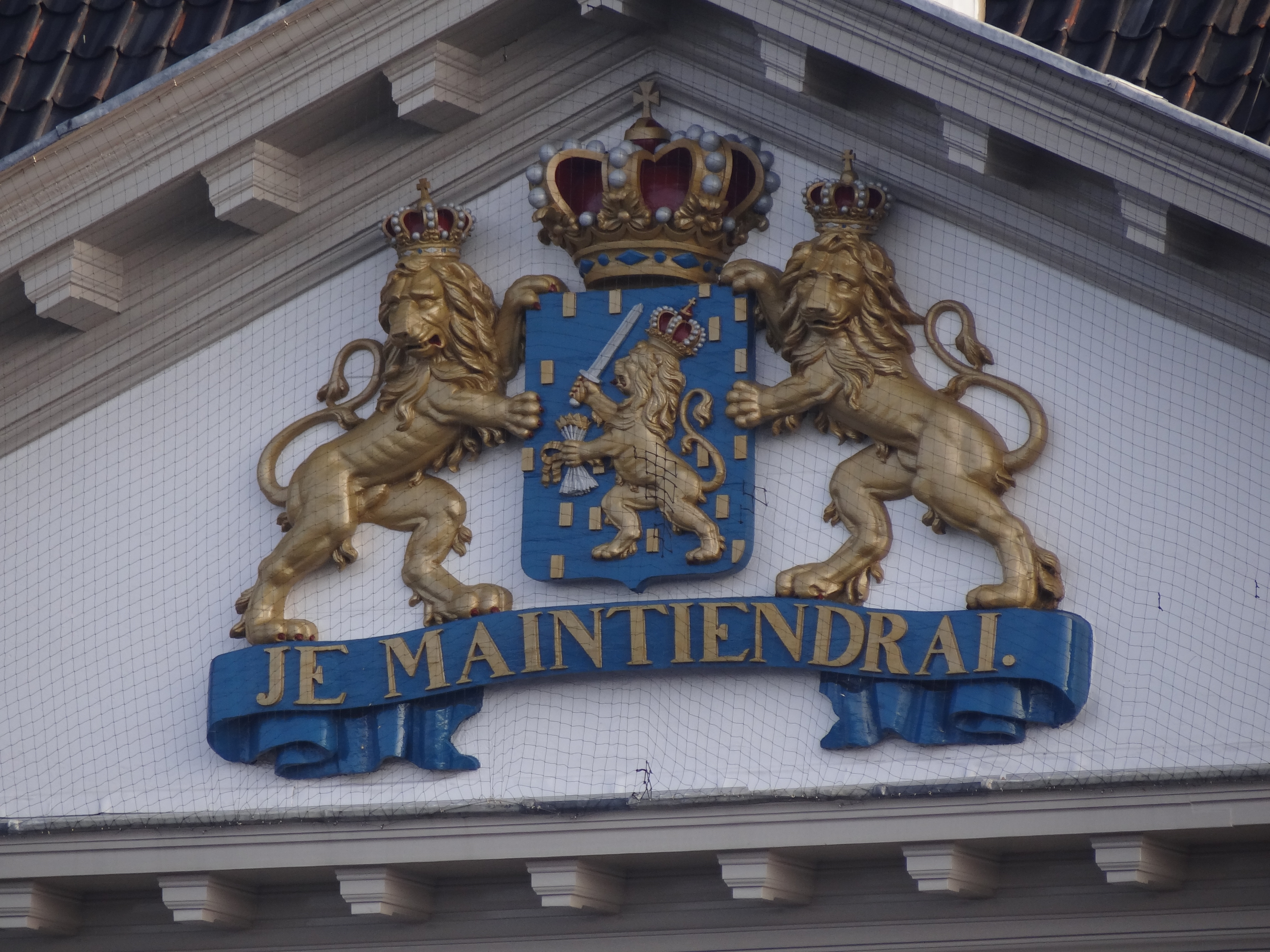
Wapen van de Marine op een van de frontons
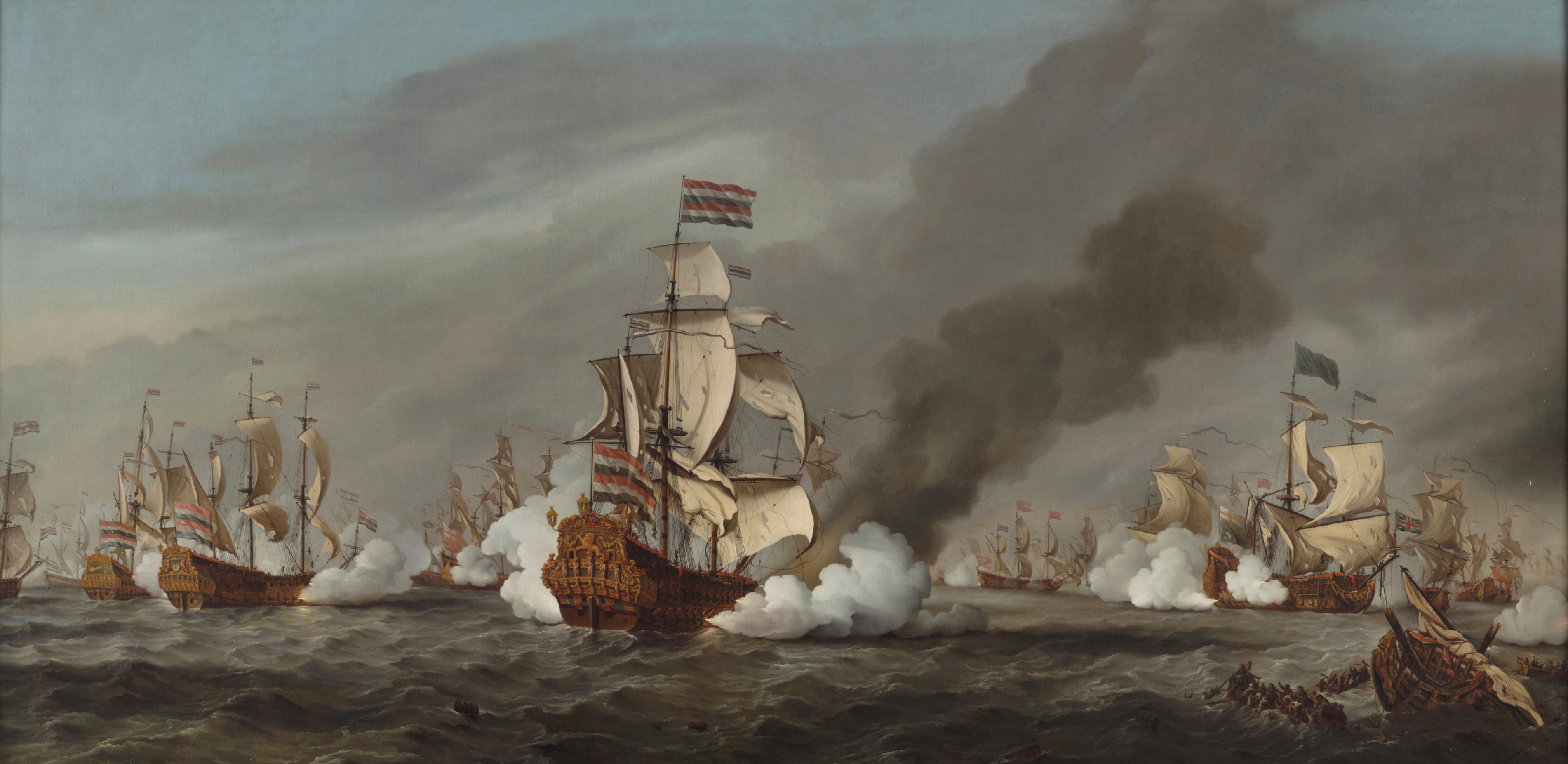
Slag bij Kijkduin door Willem van de Velde de Jonge
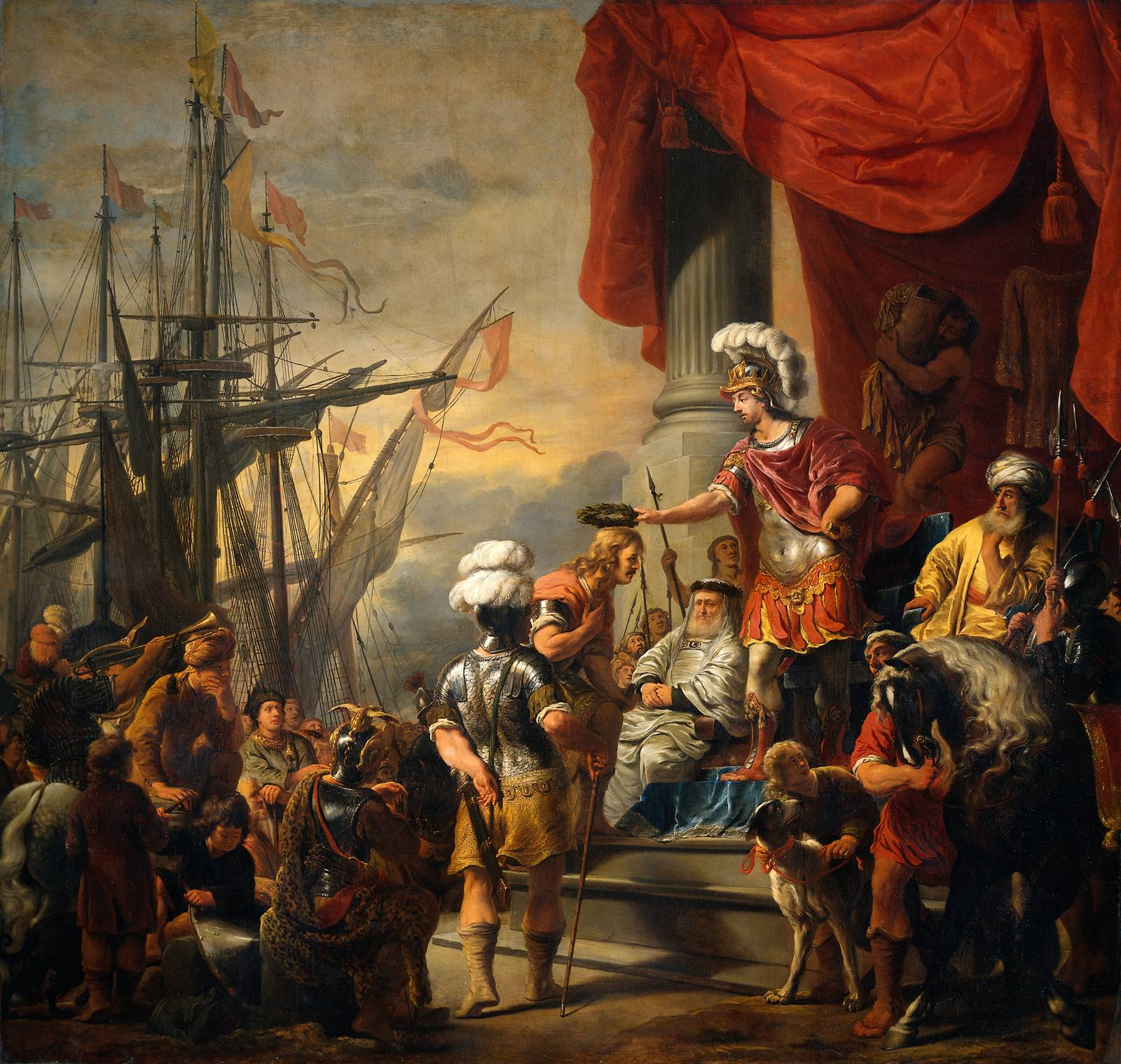
Aeneas bij Latinus door Ferdinand Bol
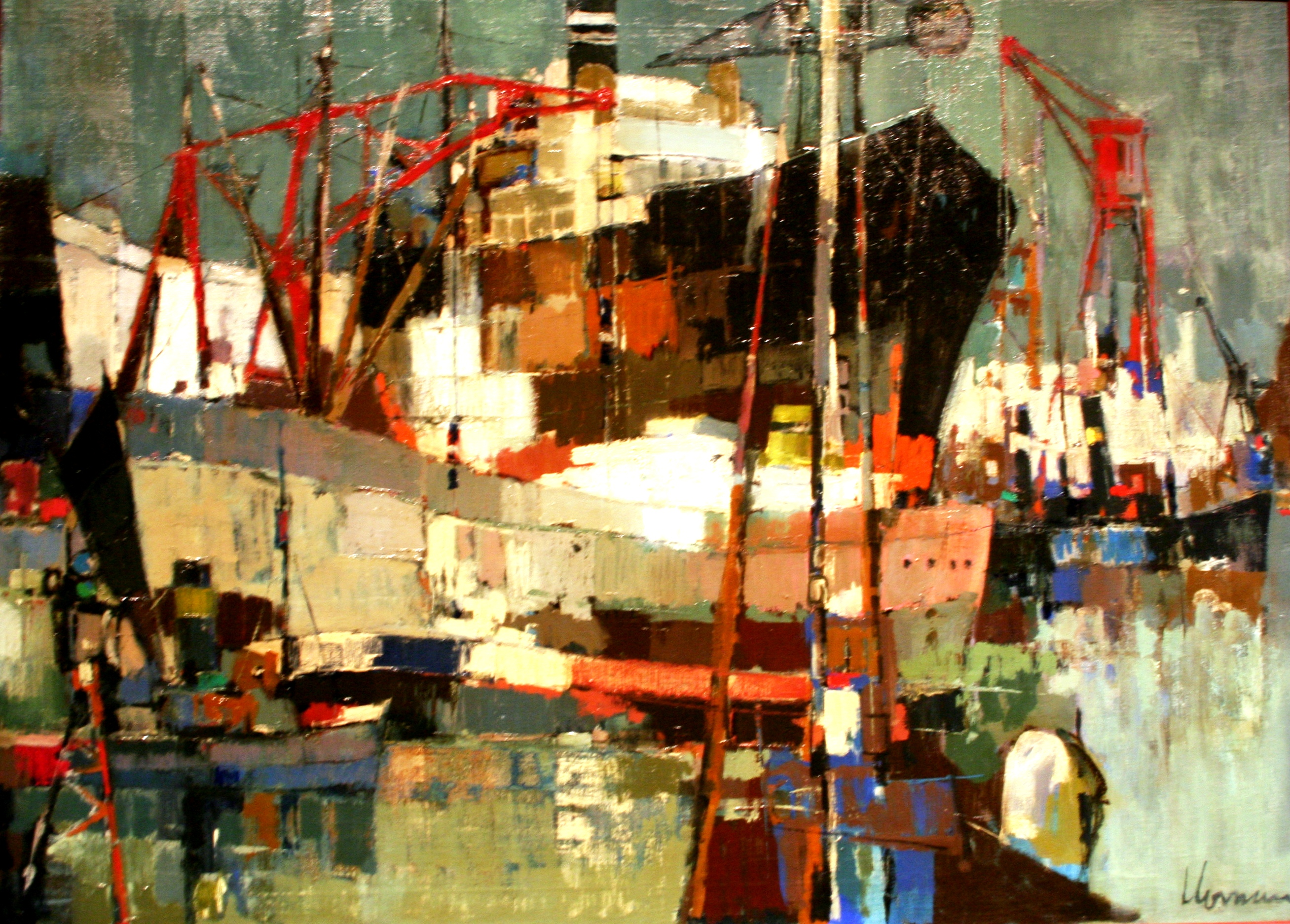
Jan Homan, havengezicht
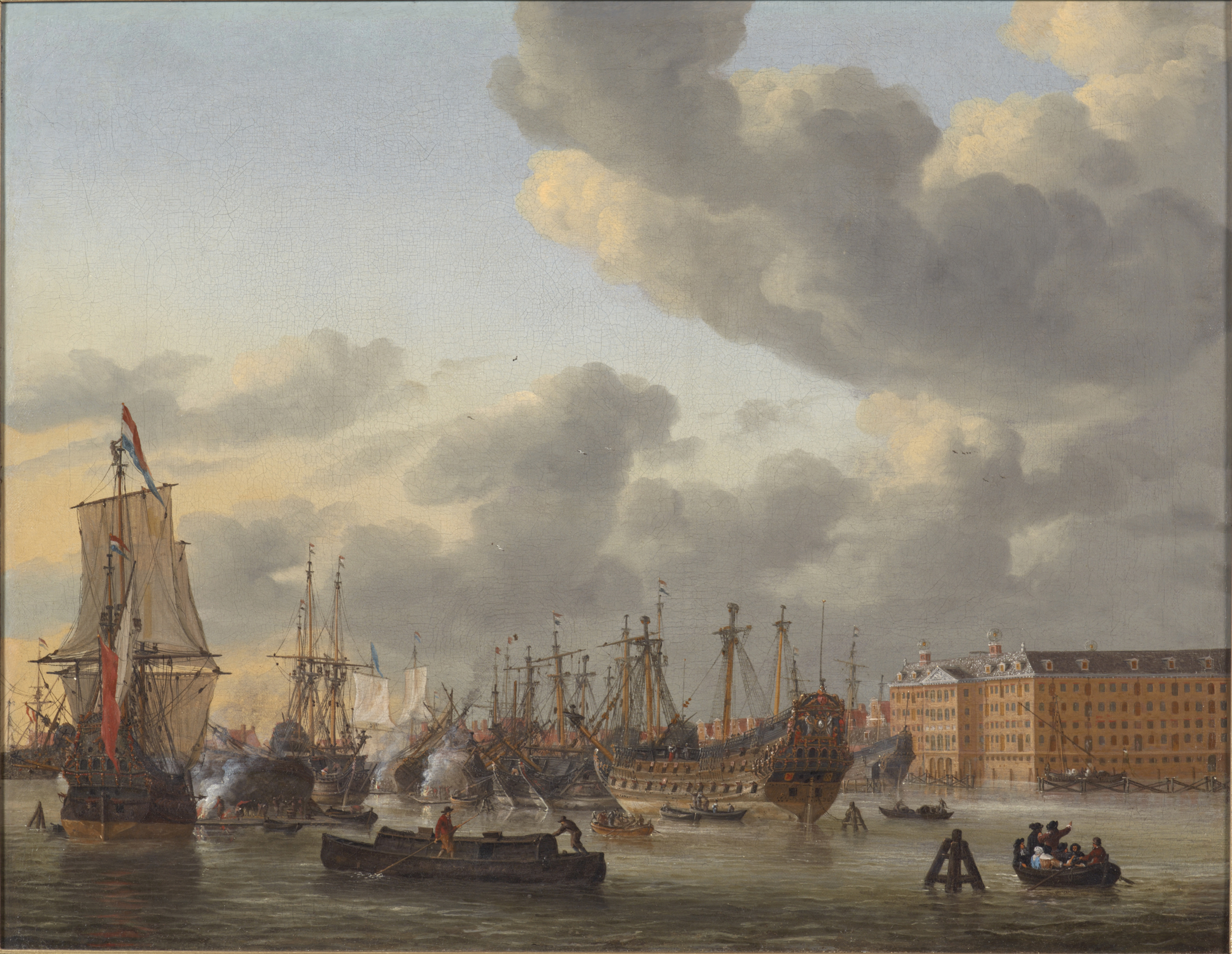
Gezicht op het IJ en 's Lands Zeemagazijn te Amsterdam, 1664 van Reinier Nooms
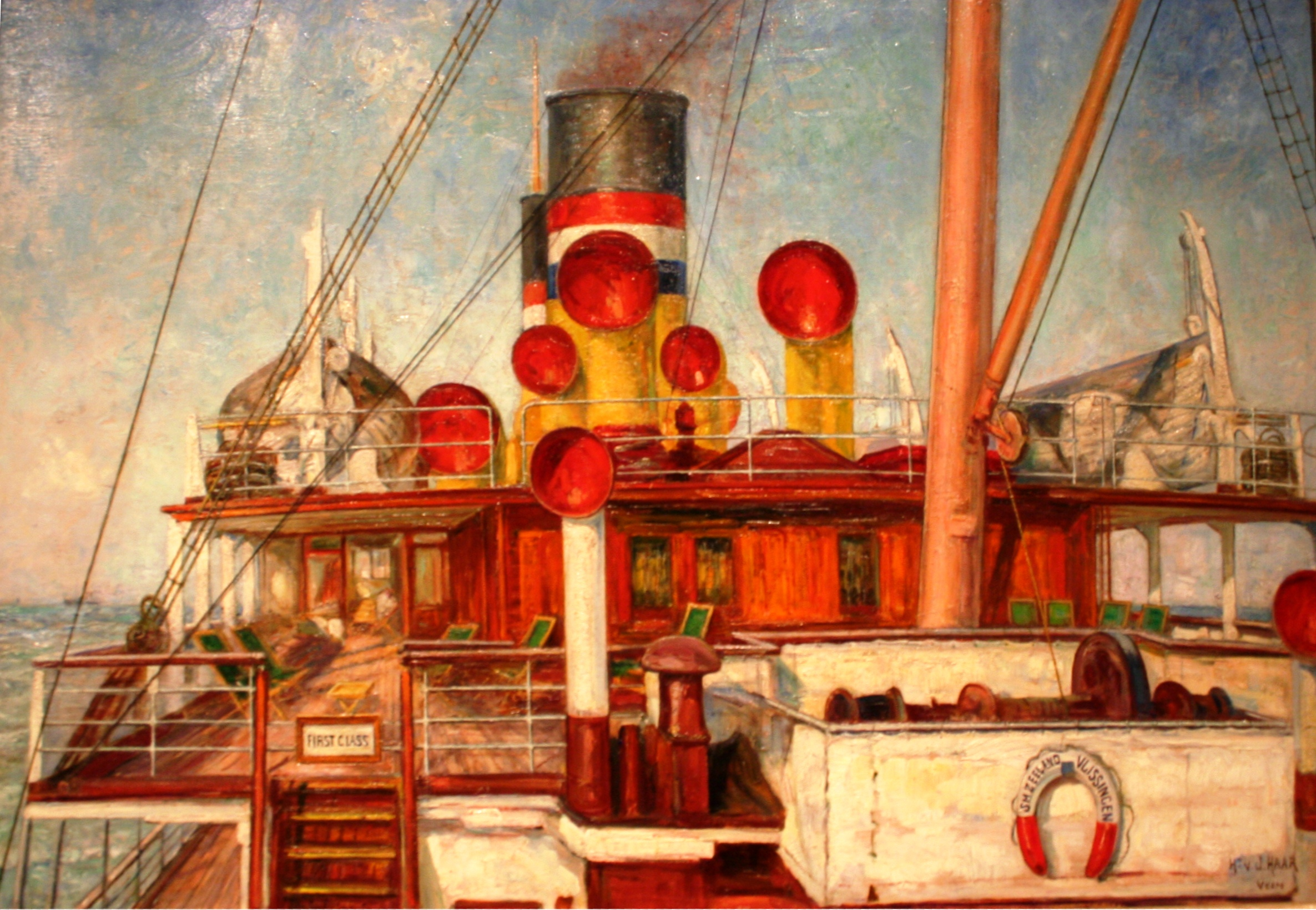
Herman Van der Haar, Promenadedek, ca. 1927
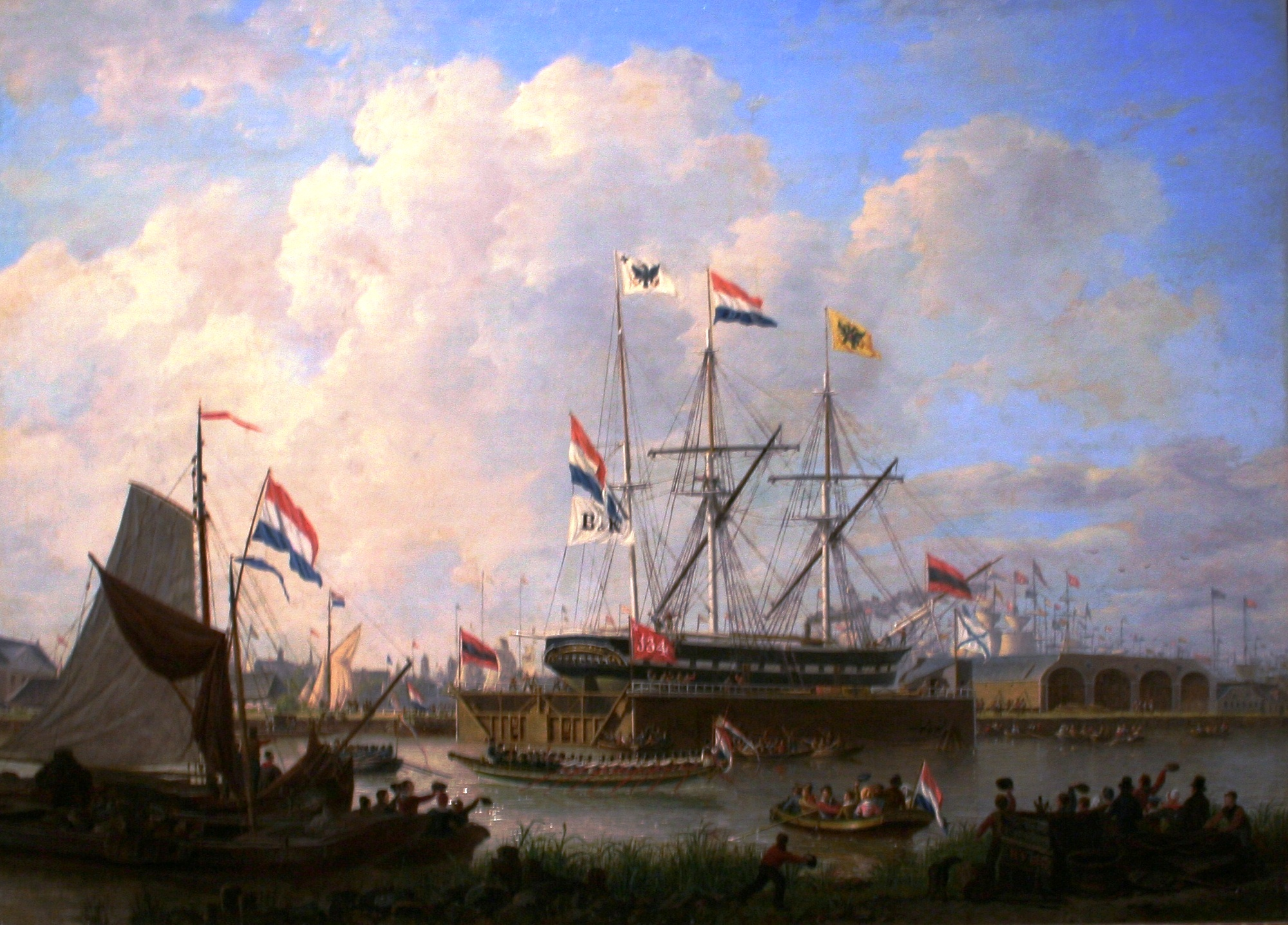
Hendrik Vettewinkel, koning Willem II bezoekt de Rijkswerf
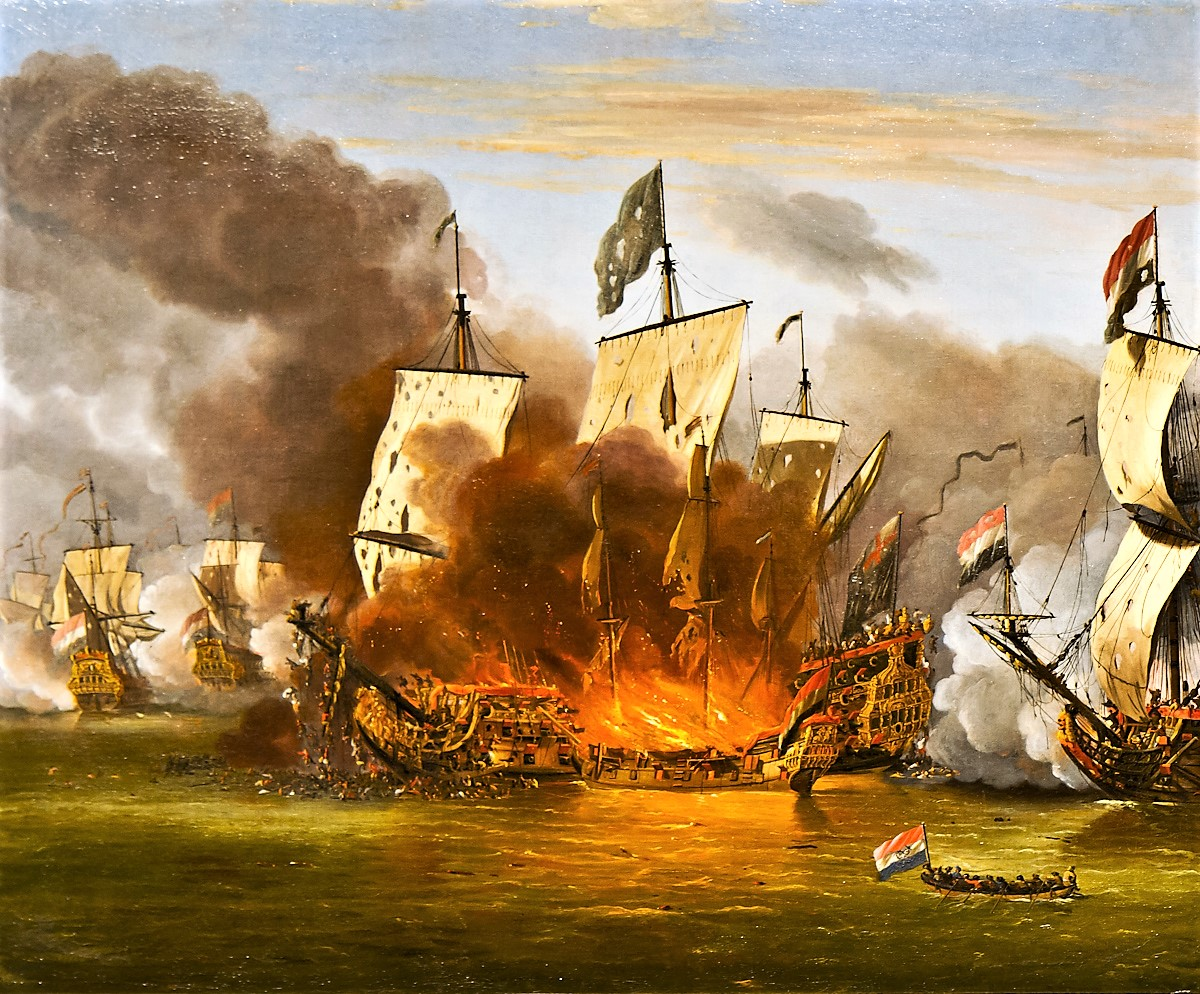
Willem van de Velde de Jonge, Zeeslag bij Solebay
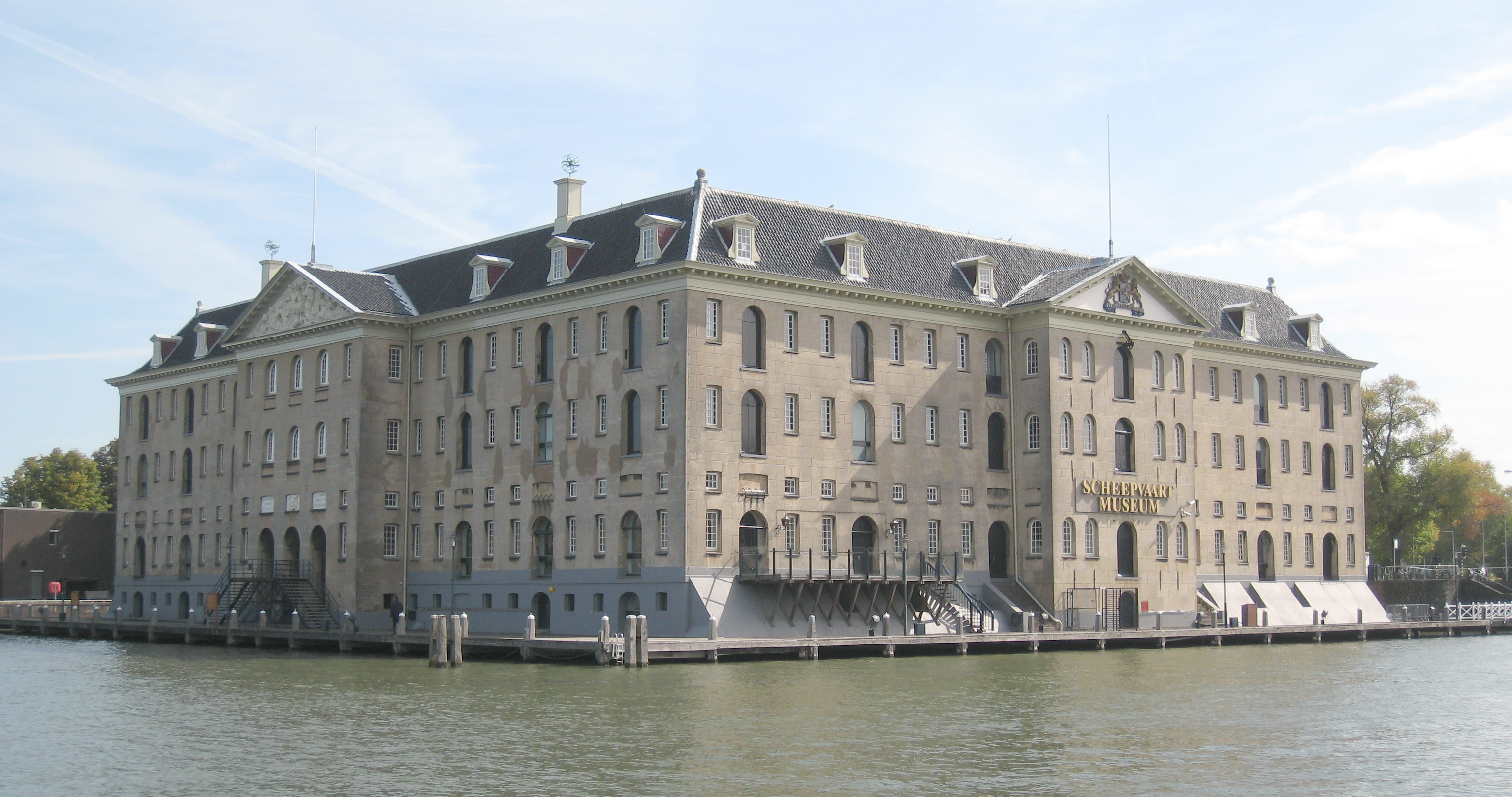
's Lands Zeemagazijn in 2007.
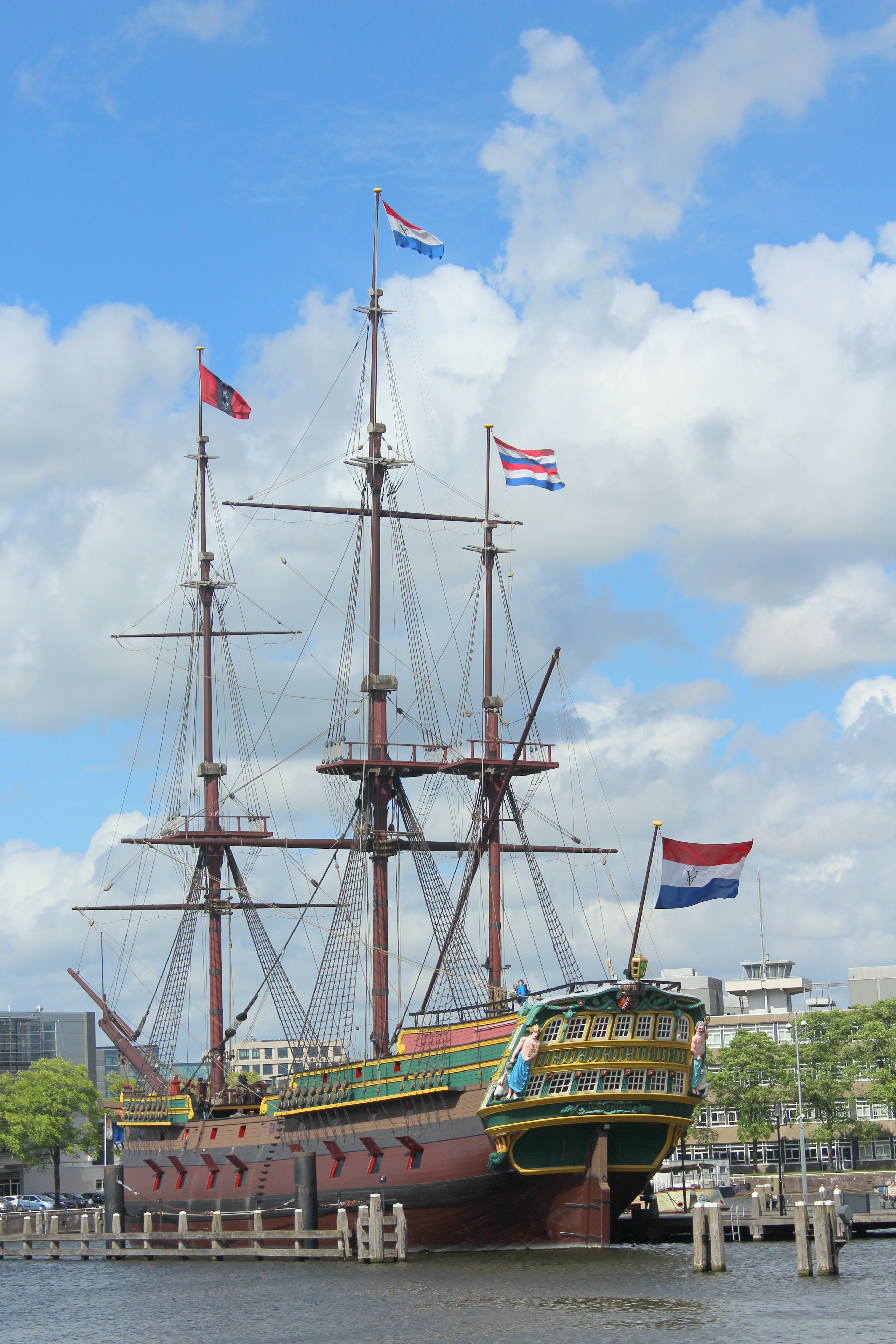
Replica van het VOC-schip Amsterdam.
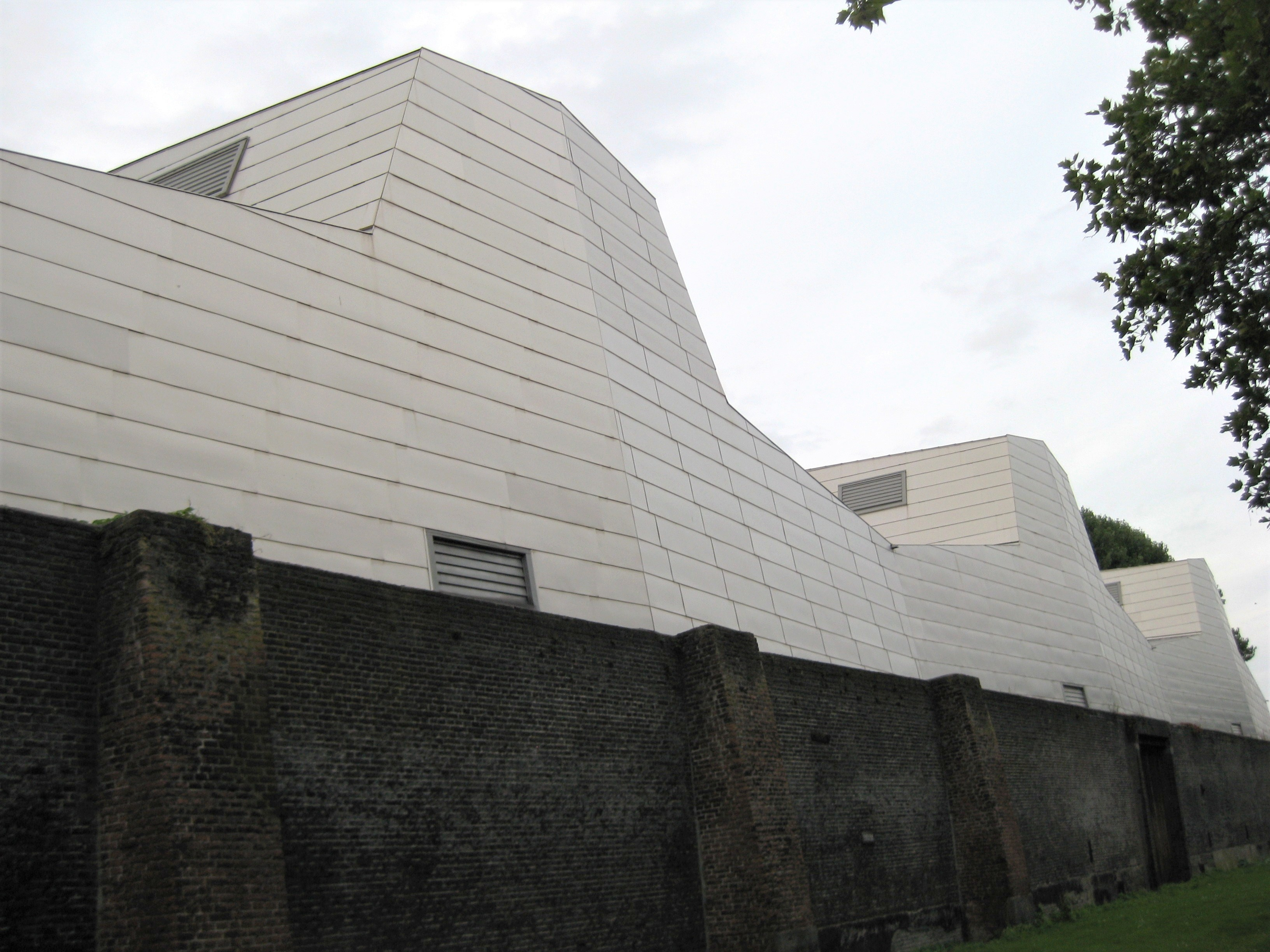
Het depot.
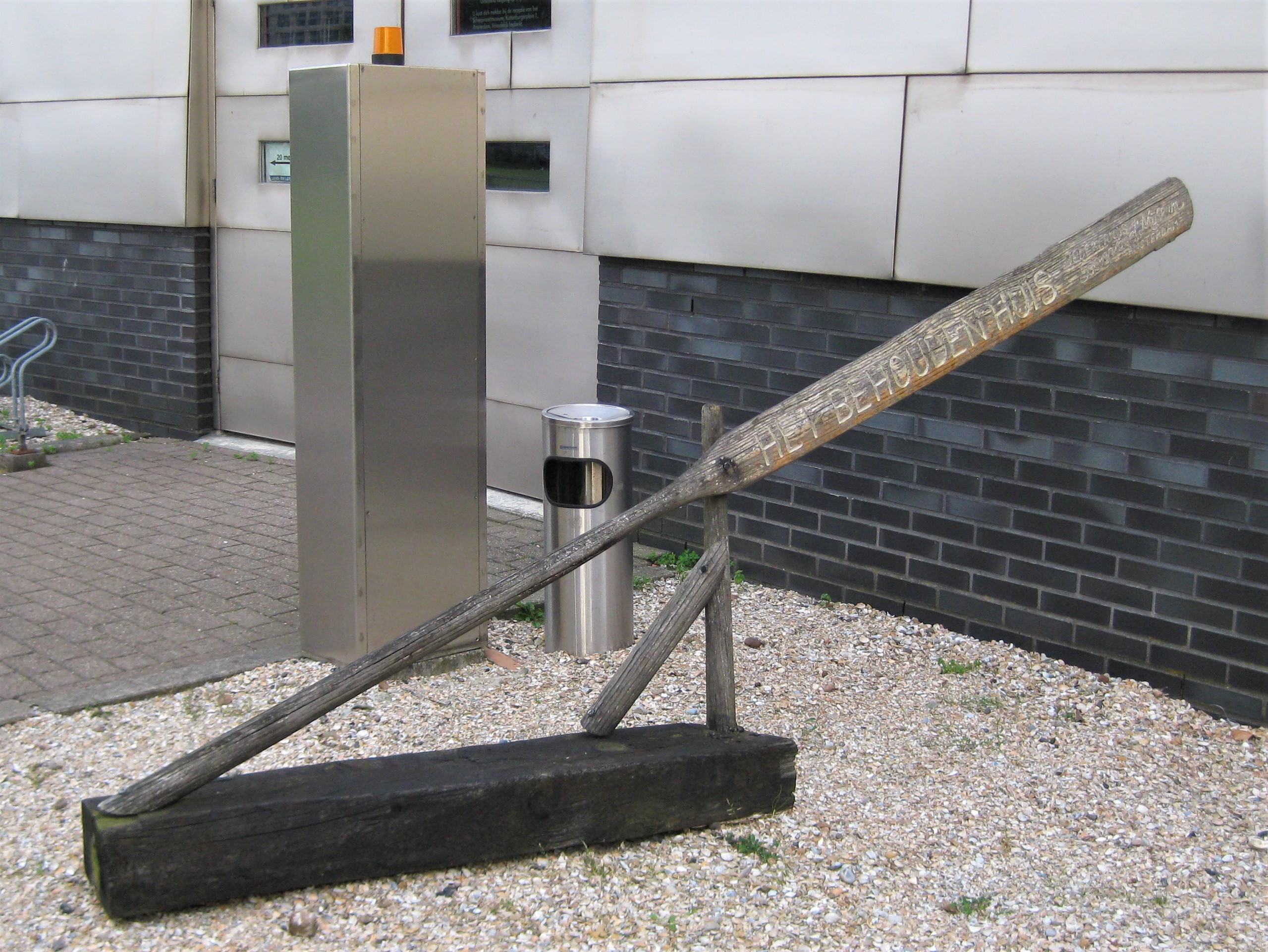
Naambord bij de ingang van het depot.